# Alexej Lucenko
Alexej Alexandrovič Lucenko (rusky Алексей Александрович Луценко, * 7. září 1992) je kazachstánský profesionální silniční cyklista jezdící za UCI WorldTeam Astana Qazaqstan Team.

## Kariéra
Na mistrovství světa v silniční cyklistice 2012 vyhrál závod s hromadným startem v kategorii do 23 let. Na Asijských hrách získal zlatou medaili v časovce jednotlivců v letech 2014 a 2018 a v silničním závodě jednotlivců v roce 2018. Je mistrem Kazachstánu v časovce z let 2015 a 2019 a v silničním závodě z let 2018 a 2019.
Vyhrál etapové závody Kolem Chaj-nanu (2015), Kolem Ománu (2018 a 2019) a Arctic Race of Norway (2019) a jednorázové závody Memorial Marco Pantani a Coppa Sabatini (2019). Na závodě Tirreno–Adriatico získal v roce 2019 trikot pro nejlepšího vrchaře. Získal etapová vítězství na Tour de l'Avenir (2012), Tour de Suisse (2015), Paříž–Nice (2016), Vuelta a España (2017) a Tour de France (2020). Jeho nejlepším výsledkem na závodech Grand Tour je celkově devatenácté místo na Tour de France 2019.

## Výsledky na Grand Tours
| Grand Tour      | 2013 | 2014 | 2015 | 2016 | 2017 | 2018 | 2019 | 2020 | 2021 | 2022 | 2023 | 2024 |
| --------------- | ---- | ---- | ---- | ---- | ---- | ---- | ---- | ---- | ---- | ---- | ---- | ---- |
| Giro d'Italia   | —    | —    | —    | —    | —    | 87   | —    | —    | —    | —    | —    | DNF  |
| Tour de France  | DNF  | —    | —    | 62   | 71   | —    | 19   | 46   | 7    | 8    | 40   | DNF  |
| Vuelta a España | —    | 100  | —    | —    | 75   | —    | —    | —    | —    | 71   | —    | —    |

| —   | Nezúčastnil se |
| DNF | Nedokončil     |